# Sobieńczyce
Sobieńczyce (kaszb. Sëbieńczëce lub też Sobieńczëce, niem. Sobiensitz, dawniej Sobienczyce, Sobanczyce, Szobienica) – wieś kaszubska w Polsce, położona w województwie pomorskim, w powiecie puckim, w gminie Krokowa. 
Wieś Klasztoru Cysterek w Żarnowcu w powiecie puckim województwa pomorskiego w II połowie XVI wieku.  W latach 1975–1998 miejscowość administracyjnie należała do województwa gdańskiego. Znajduje się tu 74-metrowa wieża radiowa.

## Części wsi
| SIMC    | Nazwa    | Rodzaj    |
| ------- | -------- | --------- |
| 0165250 | Myśliwka | część wsi |

## Historia
We wczesnym średniowieczu niedaleko wsi znajdował się gród obronny, lokalny ośrodek administracyjny. Został on zniszczony przez Mieszka I podczas podboju Pomorza. Wieś po raz pierwszy została wymieniona w dokumentach w roku 1279, należała wówczas do rodziny Polaskiewiców. W XIV wieku wieś została kupiona przez klasztor w Żarnowcu. W 1772 roku (po sekularyzacji zakonu) wieś przeszła w ręce państwa pruskiego, a w XIX wieku została rozparcelowana.
Podczas zaboru pruskiego wieś nosiła nazwę niemiecką Sobiensitz. Podczas okupacji niemieckiej nazwa Sobiensitz w 1942 została przez nazistowskich propagandystów niemieckich (w ramach szerokiej akcji odkaszubiania i odpolszczania nazw niemieckiego lebensraumu) zweryfikowana jako zbyt kaszubska i przemianowana na nowo wymyśloną i bardziej niemiecką – Klosterwalde, którą w 1943 po raz kolejny zmieniono na Nonnendorf.
W 2010 roku odbyły się tu Mistrzostwa Europy na torze Speed Star. Natomiast w dniach 16-20 lipca 2013 roku, odbył się tutaj Rockstar MadSkillz Festival.

## Zabytki
- Kapliczka z początku XX wieku, z dziewiętnastowieczną figurą Matki Boskiej.